# Archilestris longipes
Archilestris longipes är en tvåvingeart som först beskrevs av Macquart 1838.  Archilestris longipes ingår i släktet Archilestris och familjen rovflugor. Inga underarter finns listade i Catalogue of Life.